# یواس‌اس شارلوت (۱۸۶۲)
یواس‌اس شارلوت (۱۸۶۲) (به انگلیسی: USS Charlotte (1862)) یک کشتی بود که طول آن not known بود.